# Distrito de Głogów
Głogów (polaco: powiat głogowski) es un distrito del voivodato de Baja Silesia (Polonia) que fue constituido el 1 de enero de 1999 por la reforma del gobierno local polaco aprobada el año anterior. Limita con otros seis distritos: al nordeste con Wschowa, al este con Góra, al sudeste con Lubin, al sur con Polkowice y al oeste con Żagań y Nowa Sól. Está dividido en seis municipios: uno urbano (Glogovia) y cinco rurales (Glogovia, Jerzmanowa, Kotla, Pęcław y Żukowice). En 2011, según la Oficina Central de Estadística polaca, el distrito tenía una superficie de 443,27 km² y una población de 87 761 habitantes.